# Gunnar Hallkvist
Gunnar Hallkvist (* 10. Januar 1919 in Eskilstuna; † 1. Februar 2014 ebenda) war ein schwedischer Eisschnellläufer.

## Werdegang
Hallkvist, der für den Eskilstuna IK startete, nahm von 1934 bis 1955 an nationalen Wettbewerben teil und wurde in den Jahren 1937 und 1939 schwedischer Juniorenmeister sowie im Jahr 1943 schwedischer Meister im Mehrkampf. International startete er erstmals bei der Mehrkampfeuropameisterschaft 1938 in Oslo und errang dabei den 21. Platz im Kleinen Vierkampf. In der Saison 1948/49 belegte er bei der Mehrkampfeuropameisterschaft 1949 in Davos den 14. Platz und bei der Mehrkampf-Weltmeisterschaft 1949 in Oslo den zehnten Rang im Großen Vierkampf. In den folgenden Jahren lief er bei der Mehrkampf-Weltmeisterschaft 1950 in Eskilstuna auf den 21. Platz im Großen Vierkampf und im Februar 1952 in Oslo bei seiner einzigen Teilnahme an Olympischen Winterspielen auf den 20. Platz über 10.000 m. Letztmals international startete er bei der Mehrkampfeuropameisterschaft 1953 in Hamar, wo er den 11. Platz im Großen Vierkampf errang.

## Erfolge

### Olympische Spiele
- 1952 Oslo: 20. Platz 10.000 m

### Mehrkampf-Weltmeisterschaften
- 1949 Oslo: 10. Platz Großer Vierkampf
- 1950 Eskilstuna: 21. Platz Großer Vierkampf

### Mehrkampf-Europameisterschaften
- 1938 Oslo: 21. Platz Kleiner Vierkampf
- 1949 Davos: 14. Platz Großer Vierkampf
- 1953 Hamar: 11. Platz Großer Vierkampf

## Persönliche Bestleistungen
| Disziplin | Zeit        | Datum           | Ort       |
| --------- | ----------- | --------------- | --------- |
| 500 m     | 45,1 s      | 5. Februar 1949 | Davos     |
| 1000 m    | 1:31,9 min  | 2. März 1944    | Uppsala   |
| 1500 m    | 2:23,7 min  | 5. Februar 1949 | Davos     |
| 3000 m    | 5:03,0 min  | 5. März 1949    | Östersund |
| 5000 m    | 8:34,2 min  | 24. Januar 1953 | Sala      |
| 10.000 m  | 17:49,0 min | 11. Januar 1953 | Moskau    |